# Portonovo
Pour les articles homonymes, voir Porto-Novo et Porto Novo (Cap-Vert).
Portonovo est un port de pêche et un centre touristique espagnol. C'est la principale zone urbaine de la commune de Sanxenxo et il correspond à la paroisse civile d'Adina.

## Climat
Appartenant à la paroisse de Adina et situé dans la Ría de Pontevedra, son climat est froid et pluvieux en hiver et chaud et ensoleillé en été. C'est important pour le tourisme qui est à l'heure actuelle le moteur économique de la ville, sa population augmentant très fortement au cours de l'été. 

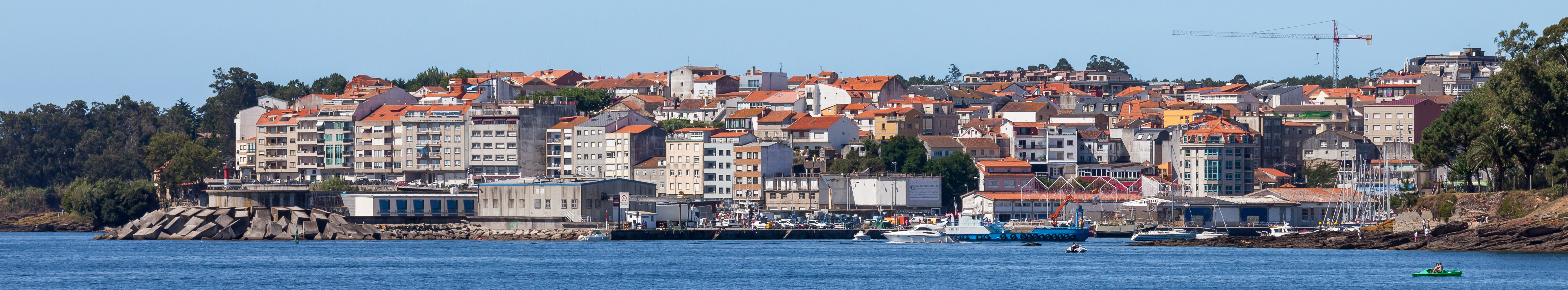
Portonovo vu depuis Sanxenxo

## Plages
Trois plages sont situées le long de la côte de la ville : la plage de Portonovo (également connue sous le nom de plage de Baltar), la plage de Caneliñas et la plage de Canelas. 

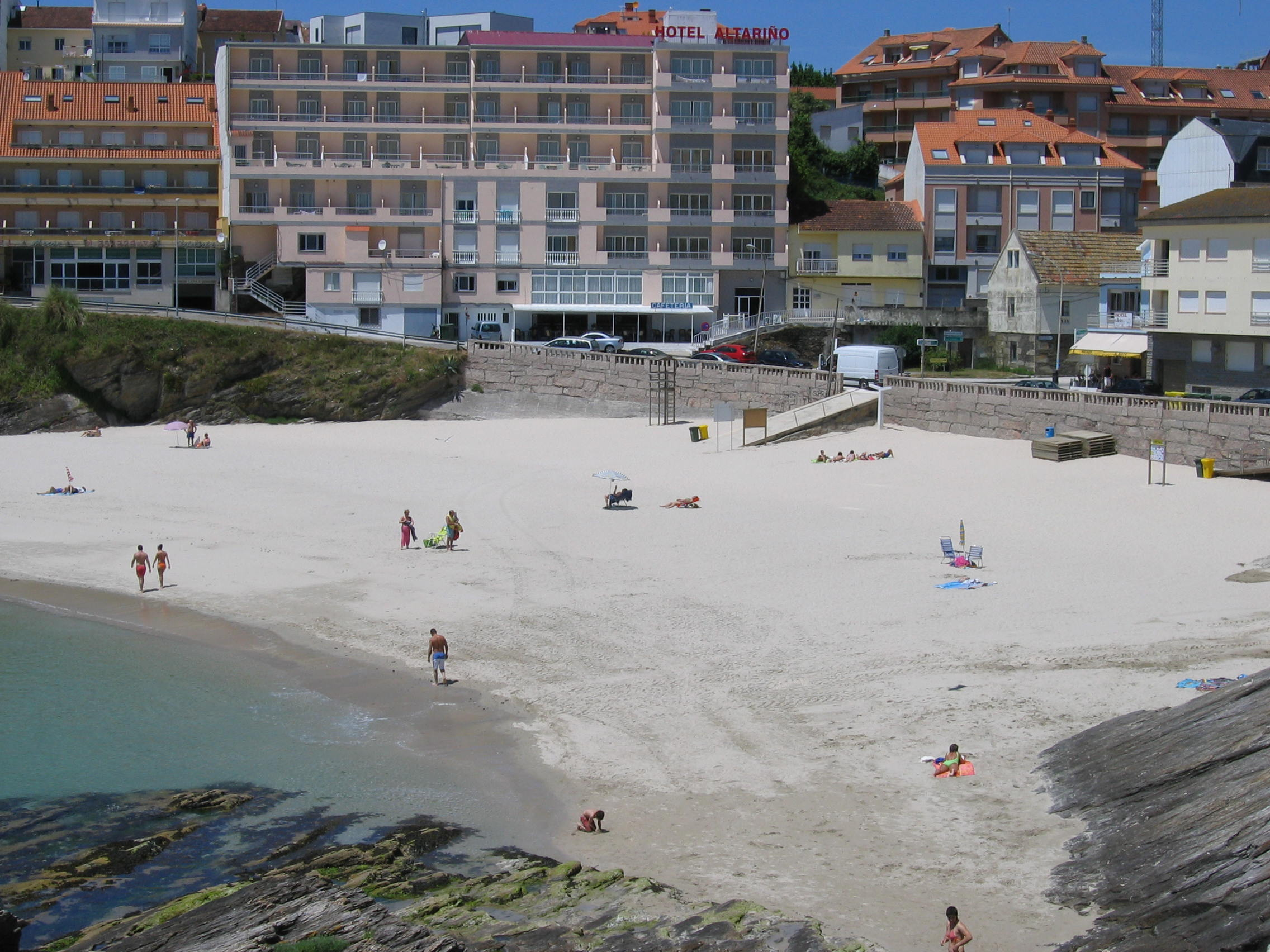
Plage de Caneliñas

.

## Loisirs
Portonovo est également prospère économiquement grâce à la vie nocturne du week-end et des soirs pendant l'été et les périodes de vacances. Le village compte de nombreux débits de boissons, des pubs, des cafés et plusieurs boîtes de nuit.